# Henrylygus
Henrylygus is een geslacht van wantsen uit de familie van de Miridae (Blindwantsen). Het geslacht werd voor het eerst wetenschappelijk beschreven door Schwartz & Foottit in 1998.

## Soorten
Het genus bevat de volgende soorten:

- Henrylygus nubilus (Van Duzee, 1914)
- Henrylygus ultranubilus (Knight, 1917)